# Copa do Mundo de Esqui Alpino de 1978
A Copa do Mundo de Esqui Alpino de 1978 foi a 12º edição da Copa do Mundo, ela foi iniciada em dezembro de 1977 na França e finalizada em março de 1977 na Suíça.
O sueco Ingemar Stenmark venceu no masculino pela terceira vez, enquanto no feminino Hanni Wenzel de Liechtenstein. 